# Новоключевской сельсовет
Новоключевской сельсовет — сельское поселение в Купинском районе Новосибирской области Российской Федерации.
Административный центр — село Новоключи.

## История
Статус и границы сельского поселения установлены Законом Новосибирской области от 2 июня 2004 года № 200-ОЗ «О статусе и границах муниципальных образований Новосибирской области»

## Население
| 2002  | 2010  | 2012  | 2013  | 2014  | 2015  | 2016  |
| ----- | ----- | ----- | ----- | ----- | ----- | ----- |
| 1616  | ↘1325 | ↘1273 | ↘1240 | ↘1211 | ↘1185 | ↘1166 |
| 2017  | 2018  | 2019  | 2020  | 2021  |       |       |
| ↘1154 | ↘1151 | ↘1124 | ↘1111 | ↘1095 |       |       |

## Состав сельского поселения
| № | Населённый пункт | Тип населённого пункта       | Население |
| - | ---------------- | ---------------------------- | --------- |
| 1 | Красный Кут      | деревня                      | ↘132      |
| 2 | Новоключи        | село, административный центр | ↘799      |
| 3 | Петровка         | деревня                      | ↘394      |

### Упразднённые населённые пункты
Пестерёвка — упразднённая в 1980 году деревня.